# أسير صهيون

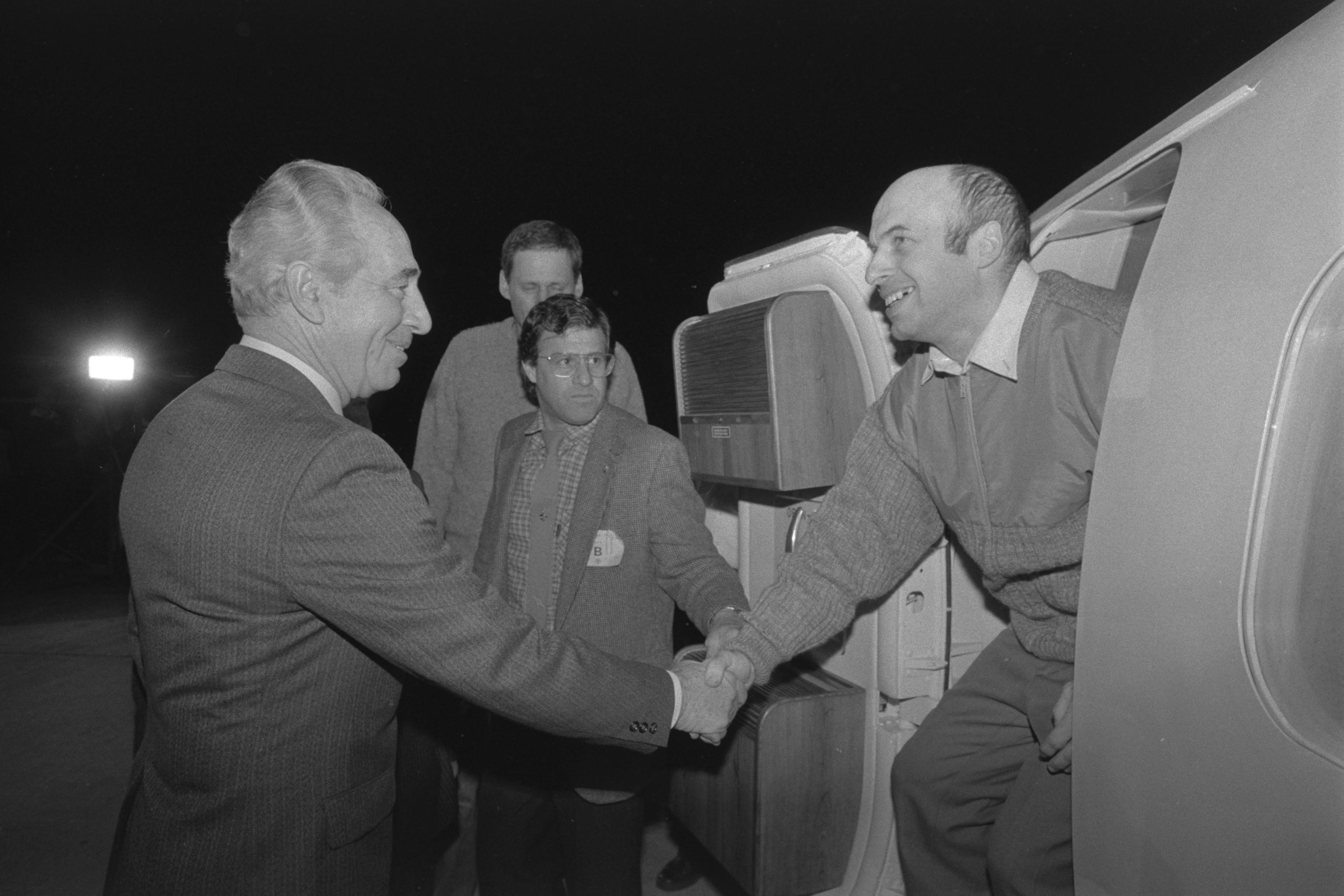
أحد أبرز أسرى صهيون ناتان شارانسكي يلتقي برئيس الوزراء آنذاك شمعون بيريز بعد إطلاق سراحه من الاتحاد السوفيتي.

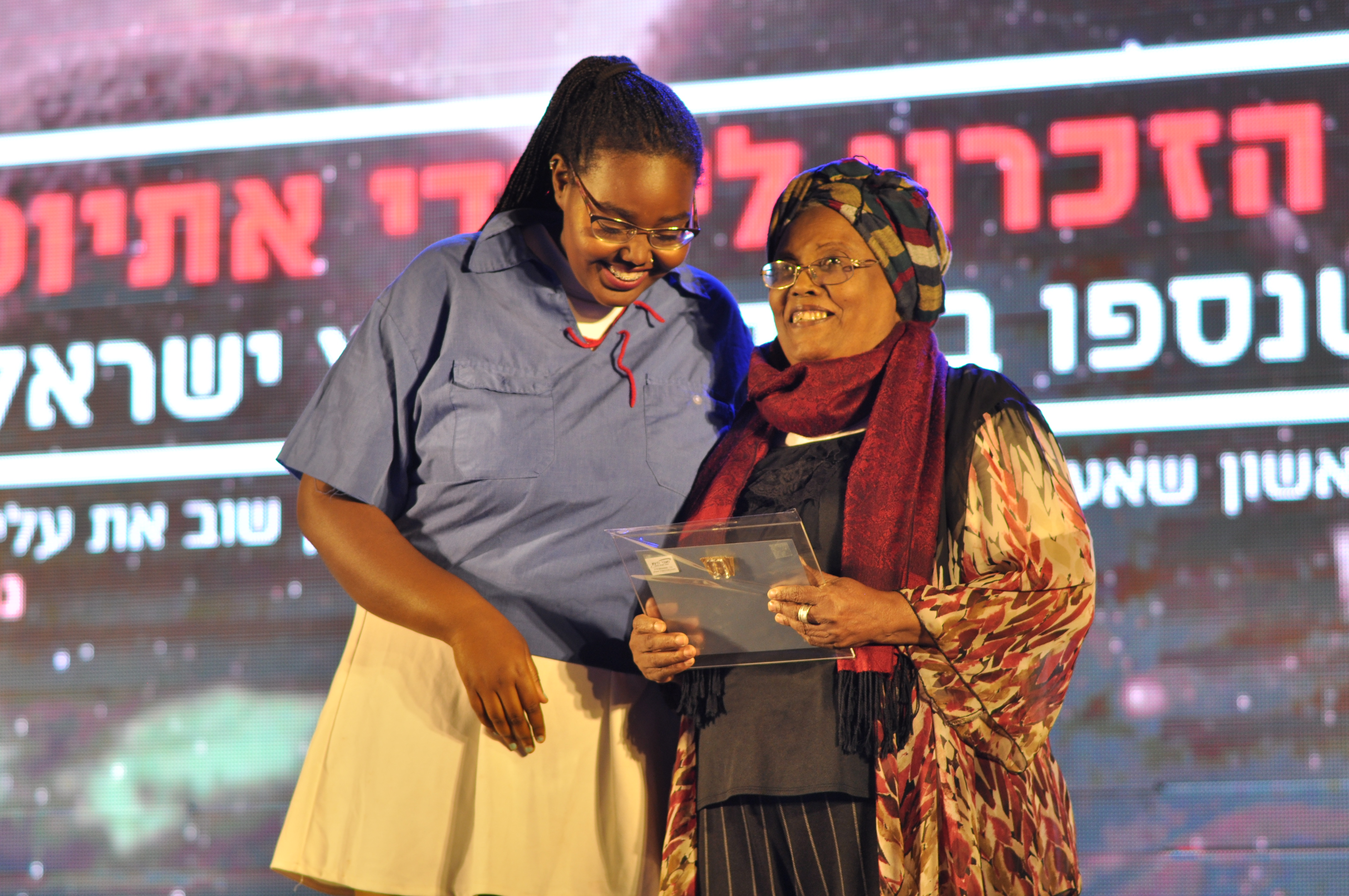
أسيرة صهيون هيروت تاكيلي تتسلم شهادة في حفل تكريم لذكرى من قضوا في يهود إثيوبيا وهم في طريقهم إلى إسرائيل، على نشاطهم السري لدعم مشروع عليا. نتانيا عام 2017

في إسرائيل يعد أسير صهيون يهودي سُجن أو طُرد بسبب نشاط صهيوني في بلد يُحظر فيه هذا النشاط. أخذت هذه العبارة من كلام الحاخام يهوذا اللاوي: «يا صهيون ما تسأل عن خير سجناءك». كان رئيس الكنيست السابق، يولي أدلشتين، والرئيس التنفيذي السابق للوكالة اليهودية، ناتان شارانسكي، أسرى صهيون في الاتحاد السوفيتي.

## خلفية تاريخية
تم سجن معظم أسرى صهيون بسبب أنشطتهم في دول الكتلة الشيوعية وفي الاتحاد السوفيتي السابق (وكانوا معروفين أيضًا بأنهم رافضون). بالإضافة إلى الاتحاد السوفيتي، فقد شارك يهود من دول شيوعية أخرى مثل ألمانيا الشرقية ورومانيا في صراعات مماثلة وتم سجنهم أيضًا. استمر مصطلح «أسرى صهيون» على مر السنين، واستخدم أيضًا لوصف الأسرى اليهود في الأنظمة الديكتاتورية غير المرتبطة بالاتحاد السوفيتي، والذين تم اعتقالهم بسبب نشاط مؤيد لإسرائيل أو لمحاولة تشجيع الهجرة اليهودية إلى إسرائيل. أطلق هذا الاسم على يهود العراق والمغرب واليمن وإثيوبيا الذين تم اعتقالهم بسبب أعمال وأنشطة صهيونية لجلب اليهود إلى إسرائيل، وخاصة في الأربعينيات والخمسينيات من القرن الماضي.
تضم سلطة أسرى صهيون، التي تدير المعلومات حول أنشطة الأسرى وتروج لإحياء الذكرى، أربع لجان مقابلة لفئات المطالبين المؤهلين:
- لجنة المهاجرين من أوروبا الشرقية
- لجنة المهاجرين من إثيوبيا
- لجنة المقاتلين الإسرائيليين السريين
- لجنة المهاجرين من الدول الإسلامية

## عملية التشريع والتنظيم للمطالبات
في عام 1992، دخل قانون تعويض أسرى صهيون وعائلاتهم حيز التنفيذ في إسرائيل. وفقًا لهذا القانون، يحق لأسرى صهيون المقيمين في إسرائيل أو أقاربهم الحصول على مزايا مختلفة من دولة إسرائيل.
تشمل معايير تقديم طلب الاعتراف كأسير صهيون ما يلي:
- السجن أو الاعتقال لمدة ستة أشهر على الأقل بسبب نشاط صهيوني مفترض في بلد فيه الصهيونية غير قانونية
- السجن أو الاحتجاز لمدة ستة أشهر على الأقل بسبب كونه يهوديًا، أو بسبب العلاقات العدائية للدولة المعنية مع إسرائيل (إذا كان هذا الشخص مؤهلًا للحصول على الجنسية الإسرائيلية بموجب قانون العودة الإسرائيلي)
- السجن أو الاحتجاز أو النفي لأحد الأسباب المذكورة أعلاه، أو الاعتقال أو الاحتجاز أو الترحيل، وفقدانه لأكثر من 6 أشهر منذ ذلك الحين (إذا كان هذا الشخص مؤهلًا للحصول على الجنسية الإسرائيلية بموجب قانون العودة الإسرائيلي)
- سكان أرض إسرائيل ذات مرة قبل تأسيس الدولة، الذين تعرضوا للاعتقال أو السجن أو الترحيل لستة أشهر على الأقل بسبب مشاركتهم الظاهرة في تأسيس الدولة.
- الأشخاص الذين تم اعتقالهم أو سجنهم أو إبعادهم لمدة ستة أشهر على الأقل بسبب نشاطهم الصهيوني المفترض في إسرائيل خلال الفترة التي تم حظرها فيها.

## قضايا معاصرة
لم توزع الفوائد المالية والاعتراف الاجتماعي دائمًا بإنصاف. على سبيل المثال، في عام 2006، تحدث الإسرائيلي اليهودي الإثيوبي، يرجا عيسى، عن عدم الاعتراف بأسرى اليهود الإثيوبيين في صهيون: "كل ما أطلبه هو الاعتراف. يعتقد الجميع أنه لم يكن هناك سوى أسرى صهيون في أوروبا، ولكن كان هناك أيضًا العديد من الإثيوبيين. أشعر بالخجل من أن أقول للناس إنني أحمل بطاقة سجين صهيون لأنني أعرف أنهم سيضحكون عليّ".
كانت هناك مزاعم مستمرة عن إهمال أسرى صهيون على مر السنين. في عام 1999، تم تقديم شكاوى حول نظام التقاعد الإسرائيلي، الذي لم يثني على الرافضين وأسرى صهيون بسبب نشاطهم في بلدانهم السابقة. قال يوسف بيغون: «عندما جئت إلى هنا، كنت حرًا. كان لدي عمل. ولكن عندما اقترب الوقت الذي سأحصل فيه على معاش تقاعدي، أدركت أن لدي مشكلة. أدركت أنه لا يحق لي ولسجناء صهيون الآخرين الحصول على معاش تقاعدي لأننا لم نعمل [لفترة كافية] في هذه الحالة. وروسيا لن تمنحنا معاشًا تقاعديًا». كانت إيدا نودل، وهي رافضة أخرى منذ فترة طويلة، تعيش على معاش يبلغ 250 دولارًا أمريكيًا فقط شهريًا (في عام 2020 دولارًا تعادل حوالي 390 دولارًا). يعتقد يوسف منديليفيتش، عند مقابلته في عام 2018، أن عدم الاحترام ينبع من «عدم نقص البطولة» في إسرائيل، وأن هناك ببساطة الكثير من قصص البطولة التي لا يمكن للجمهور إدارتها. بالإضافة إلى ذلك، «هناك سبب آخر للافتقار العام للمعرفة واللامبالاة العامة وهو أن النضال من أجل يهود الاتحاد السوفيتي [يُنظر إليه على أنه انتماء] إلى الماضي».
ومع ذلك، هناك جهد مستمر بين الكثيرين في الجالية اليهودية (في كل من إسرائيل والشتات) للحفاظ على قصص أسرى صهيون كاملة. تسبب القلق بشأن الفشل المحتمل في نقل هذه القصص إلى الأجيال الشابة إلى إقامة معارض وأفلام وثائقية وكتابة أكاديمية.
في عام 2020، أعرب بعض أعضاء الكنيست عن استيائهم من حقيقة أن المزايا المستحقة لنحو 950 سجينًا سابقًا في صهيون وأعضاء سابقين في جماعات المقاومة اليهودية قد تم دفعها بناءً على معدلات إعاقة السجناء ودخلهم وليس على أساس الأفعال التي تم أداؤها كأسرى صهيون. قال عضو الكنيست أليكس كوشنير من حزب إسرائيل بيتنا اليميني: «أكبر مشكلة في التشريع [الحالي] هي أن الاستحقاق يعتمد على الإعاقة. أنت لا تستحق فائدة إلا إذا تعرضت للإصابة في نشاط معين شاركت فيه. ستساعد المنحة الشهرية أو السنوية في الاعتراف بأنشطة هؤلاء الأشخاص المهمين». أن مؤسسة التأمين الوطني تحسب وتدفع المخصصات لأسرى صهيون على أساس الحاجة الموضوعية والمحسوبة - أي على نوع ودرجة الإعاقة وكذلك الدخل.